# Coron Island Protected Area

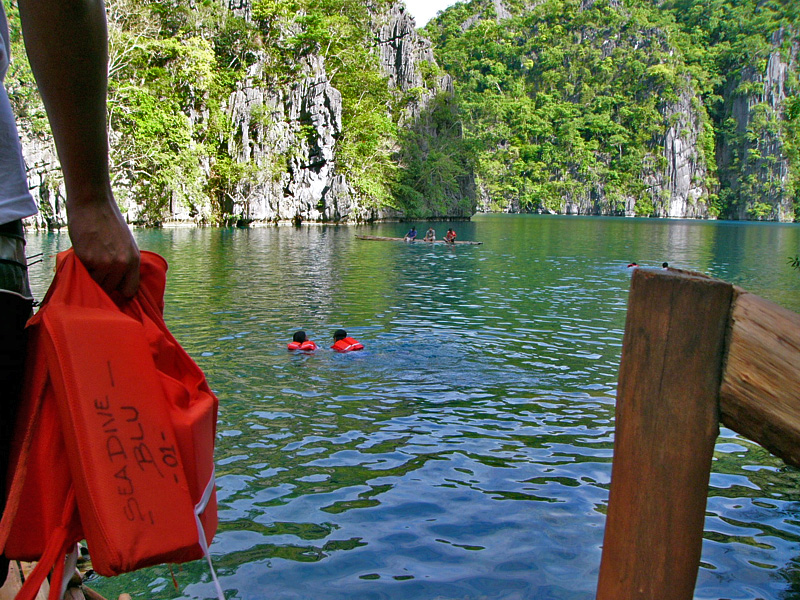
Der Kayangan-See im Inneren der Insel

Das Coron Island Protected Area (Schutzgebiet Insel Coron) liegt 330 km nordöstlich von Puerto Princesa, der Hauptstadt der Provinz Palawan, auf der Insel Coron auf den Philippinen. Es wurde am 5. Juni 1998 mit dem Inkrafttreten des vom Palawan Council for Substainable Development erlassenen Republic Act 7611 zur Schaffung des geschützten Stammlandes für den Stamm der Tagbanuwa auf einer Fläche von 222,48 km² eingerichtet. Die Fläche umfasst die Insel Coron, große Teile der Coron-Bucht und anderer Meeresgebiete, in denen die Tagbanuwa ihre traditionellen Fischfanggebiete haben. Verwaltet wird dieses Gebiet von den Tagbanuwa, wodurch es einen halbautonomen Status erhält.
Vorausgegangen war am 2. Juli 1967 die Einrichtung eines nationalen Schutzgebietes (Proklamation 219), gefolgt von der Einrichtung einer Touristenzone und eines Meeresschutzgebietes im Jahr 1978, der Einrichtung eines Mangrovenschutzgebietes (Proklamation 2152) sowie von der ersten Einrichtung eines Stammlandes für den Stamm der Tagbanuwa im Jahr 1990 auf einer Fläche von 77,48 km². Alle diese Schutzmaßnahmen wurden im Republic Act 7611 zusammengeführt.
Die Insel Coron liegt in der Inselgruppe der Calamian-Inseln und besteht aus verkarsteten Kalkstein, der im Erdzeitalter des Juras entstanden ist. Durch die Erosion erhielt die Insel ihr charakteristisches Aussehen mit hoch aufragenden Höhenzügen, Felsklippen und tief eingeschnittenen Schluchten. In der Inselmitte befindet sich der Kayangan-See; sechs weitere kleinere Seen liegen verstreut auf der Insel. An der Küste liegen weiße Sand- und Kiesstrände, Mangrovenwälder und kleinere Wattflächen, die von bis zu 300 Meter hohen Felskliffen überragt werden.